# Johann Christian Remdé
Johann Cristian Remdé (Bad Berka, Alemanya, 1786 - Weimar, circa 1850) fou un compositor alemany.
El seu pare, era cantor d'església i l'ensenyà els primers passos per la música, i després feu els literaris a Weimar i a Halle, ensems que perfeccionava els coneixements musicals.
Després de recórrer diverses ciutats, fixà la seva residència a Weimar, des d'on captà les simpaties de Goethe, que el feu anomenar director d'orquestra del teatre de la cort, en el que hi estrenà les òperes Die lustingen Studenten, Der Zanbersee i Der entwaffnete Rache.
A més va compondre, la música del melodrama Pygmalió i la cantata Der Wandel des Irrthums, així com nombrosos lieder, balades, cants a 4 veus i peces per a piano.